# Marc Emili Lèpid (cònsol 66 aC)
Marc Emili Lèpid (en llatí Marcus Aemilius Mamercus F. M. N. Lepidus) va ser un magistrat romà, possiblement germà de Mamerc Emili Lèpid Livià (Mamercus Aemilius Mamercus F. M. N. Lepidus Livianus) si bé aquest darrer era adoptat. Formava part de la gens Emília i era de la família dels Lèpid.
Va ser elegit cònsol l'any 66 aC junt amb Luci Volcaci Tul·le, el mateix any que Ciceró era pretor. Ciceró l'esmenta repetidament però mai va ser un personatge de massa rellevància. Era membre del partit aristocràtic i en esclatar la guerra civil l'any 49 aC es va retirar a la seva vil·la de Formiae per veure que passava i des d'on va mantenir una correspondència gairebé diària amb Ciceró, on es plantejava reconèixer Cèsar, ja que semblava que guanyaria a Pompeu. Va tornar aviat a Roma i ja no va participar més en política.